# Петров, Николай Александрович (военно-морской деятель)
Николай Александрович Петров (1889—1961) — советский военно-морской деятель, инженерный работник, преподаватель, основатель и начальник кафедры живучести Военно-морского инженерного училища им. Ф. Э. Дзержинского, специалист по устройству подводных лодок, инженер-капитан 1-го ранга (1940).

## Биография
Родился в русской семье в Кронштадте. 16 сентября 1906 зачислен в службу воспитанником специальных классов Морского инженерного училища императора Николая I. В сентябре 1909 произведён в старшие унтер-офицеры училища, 16 апреля 1910 — в корабельные гардемарин-механики. В декабре 1910 произведён в подпоручики Корпуса инженер-механиков. Одновременно с ним Морское инженерное училище закончил и его старший брат Александр (кораблестроительное отделение).
Николай Александрович Петров в 1914 закончил Офицерские классы подводного плавания и назначен старшим механиком подводную лодку «Гепард». 15 марта 1915 награждён орденом Станислава III-й степени с мечами и бантом. В декабре 1916 назначен флагманским механиком 1-го дивизиона подводных лодок. Награждён орденом Анны III-й степени. В РККФ с 7 ноября 1917, беспартийный. Во время Гражданской войны участвовал в Ледовом походе Балтийского флота из Гельсингфорса в Кронштадт в 1918. В марте 1918 назначен флагманским механиком дивизии подводных лодок Балтийского моря. На этой должности до 1931, затем переведён в ВВМИУ им. Ф. Э. Дзержинского, организовал и возглавил кафедру «Живучести подводных лодок». В годы Великой Отечественной войны продолжал оставаться на прежней должности. До 1947 начальник кафедры живучести Военно-морского инженерного училища им. Ф. Э. Дзержинского, затем переведён в старшие преподаватели. Вышел в отставку в 1956. Скончался в 1961 и похоронен на Большеохтинском кладбище.
Из аттестации: Опытнейший инженер-подводник с большим педагогическим стажем. Образцово организовал работу кафедры в результате чего она была в 1942—1943 вышла на первое место в училище.

### Звания
- Унтер-офицер (1909);
- Подпоручик (1910);
- Инженер-флагман 3-го ранга (10 мая 1939);[2][3]
- Инженер-капитан 1-го ранга (8 июня 1940)[4].

### Награды
- Орден Ленина;
- Орден Красного Знамени;
- Орден Красного Знамени;
- Орден Красной Звезды;

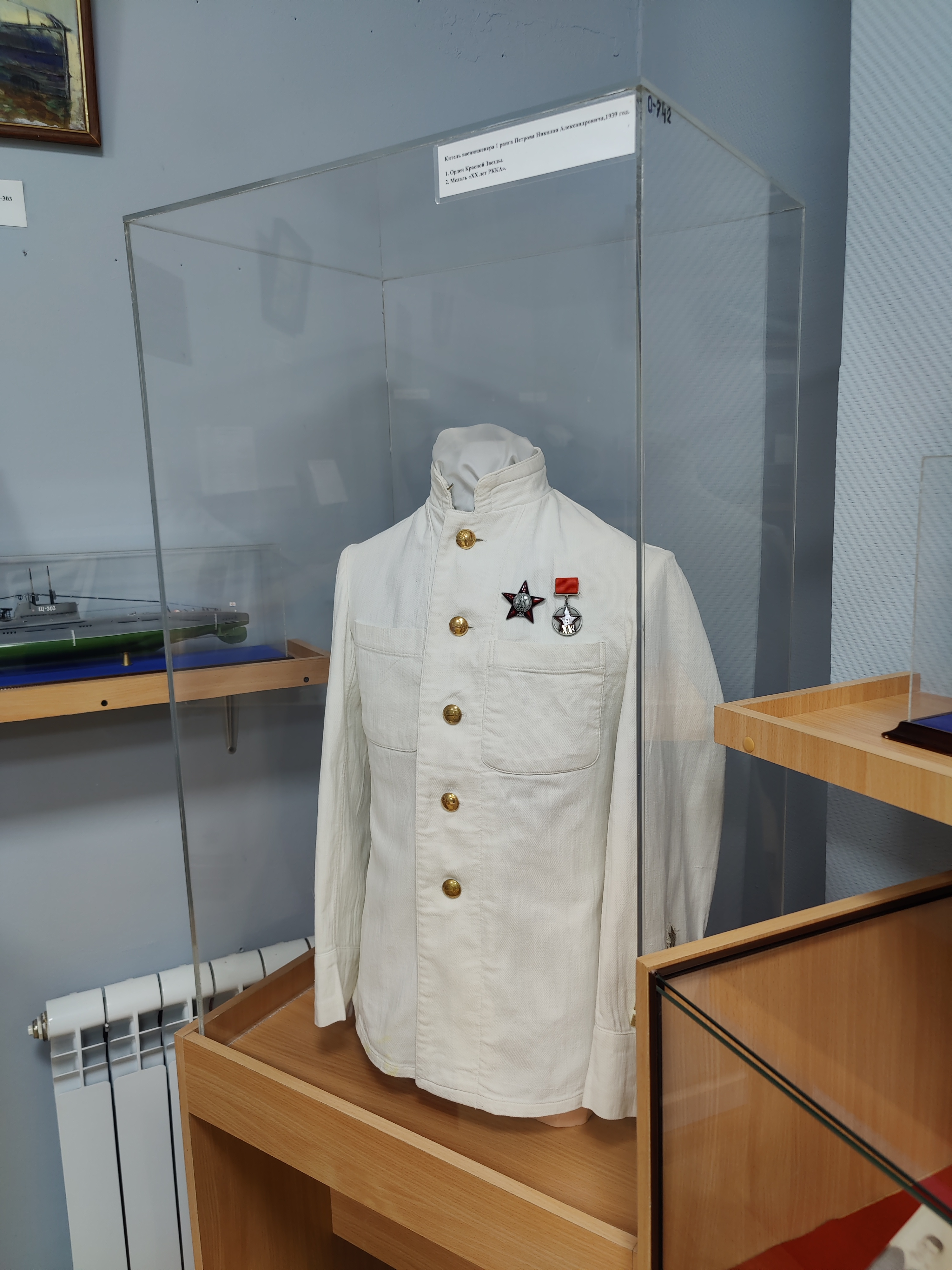
Китель Николая Александровича (1939 год) в музее истории подводных сил имени Маринеско

- Юбилейная медаль «XX лет Рабоче-Крестьянской Красной Армии»;
- Медаль «За победу над Германией в Великой Отечественной войне 1941—1945 гг.».

## Семья

Н. А. Петров

- Отец — Александр Иванович Петров, морской офицер, инженер-механик. Входил в число учредителей и один из первых членов Общества морских инженеров. Погиб на эскадренном броненосце «Император Александр III» в Цусимском сражении. Имел 4-х сыновей: один умер в 1905, а трое — морские офицеры.
- Мать — Елена Николаевна Бишева.
- Старший брат — Александр Александрович Петров, после окончания Морской Николаевской академии (с серебряной медалью) в 1918, в чине штабс-капитана, убыл на Черноморский флот, затем эмигрировал. Скончался в 1970 во Франции. Похоронен на кладбище Сент Женевьев де Буа.
- Брат — морской офицер.
- Брат — умер в 1905.
- Жена — в 1924 женился на вдове старшего офицера подводной лодки «Барс» Татьяне Павловне Реммерт (урождённой Жегаловой).